# إينيسا آرماند
إينيسا آرماند فيودورفنا (ولدت Elisabeth-Inès Stéphane d'Herbenville في 8 مايو/أيار 1874 - توفيت في 24 سبتمبر/أيلول 1918). تحمل آرماند الجنسية الفرنسية والروسية، وهي شيوعية وعضوة في مذهب الحزب الشيوعي (البلشفية)، ونسويّة قضت معظم حياتها في روسيا. لقد كانت آرماند منسيّة لفترة طويلة تقريباً، ويعزى ذلك إلى الرقابة الستالينية المتعمدة وإلى علاقتها بلينين لأنها تعد شخصية مهمة في الحركة الشيوعية في الفترة ما قبل الثورة الروسية وفي الأيام الأولى من الحقبة الشيوعية حتى الافتتاح الجزئي للأرشيفات السوفيتية في التسعينات. وعلى الرغم من هذا، فإن العديد من المصادر القيّمة المتعلقة بحياتها لا يزال من الصعب الوصول إليها في الإرشيفات الروسية. كتب عنها المؤرخ مايكل بيرسون: "لقد كان عليها مساعدته (أي لينين) لاسترداد منصبه ولصقل بلشفيّته إلى قوة قادرة على اكتساب سُلطة أعلى من سُلطة القيصر، علاوة على مساعدة نفسها في أن تصبح المرأة الأقوى في موسكو بحلول عام 1919" "

## حياتها المبكرة وزيجاتها

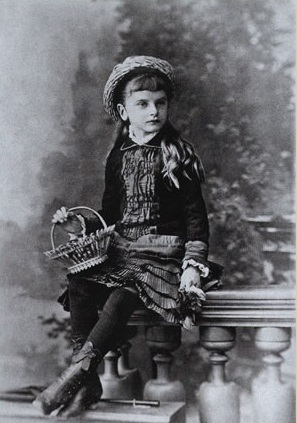
إينيسا في مرحلة الطفولة, 1882

ولدت آرماند في باريس. كانت والدتها ناتالي وايلد ممثلة هزلية من أصل فرنسي وإنجليزي بينما كان والدها ثيودور بيتشوكس دي هيربنفل مغني أوبرا فرنسي. توفى والدها عندما كان عمرها خمسة أعوام، فانتقلت للعيش عند جدتها وعمتها في موسكو حيث تشغلان وظيفة معلمة.

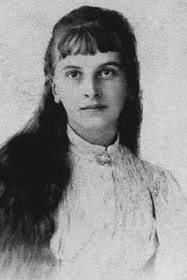
إينيسا آرماند, 1895

تزوجت إينيسا من ابن نسّاج روسي ثري يُدعى ألكساندر آرماند وكانت تبلغ من العمر 19 ربيعاً وأنجبت من هذا الزواج أربعة أطفال. افتتحت إينيسا بمعيّة زوجها مدرسة لأبناء القرويين خارج موسكو. كما انضمت أيضاً إلى مجموعة خيرية مخصّصة لمساعدة النساء المحتاجات في المدينة.

## الوظيفة
في عام 1902، تركت إينيسا زوجها الذي كانت تعيش معه زواجاً مفتوحاً لتتزوج بأخيه الأصغر فلاديمير الذي شاركته آرائها السياسية المتطرفة، وأنجبت له طفلها الخامس أندري.
انضمت في عام 1903 إلى حزب العمال الديمقراطي الاشتراكي الروسي غير القانوني حيث كانت توزع دعايات غير قانونية. حُكم عليها بالنفي الداخلي إلى ميزين الواقعة في شمال روسيا لمدة عامين وذلك بعد أن تم القبض عليها في يونيو/حزيران من عام 1907.
لاذت آرماند بالفرار في نوفمبر/تشرين الثاني عام 1908 من ميزين وغادرت روسيا في نهاية المطاف لتستقر في باريس حيث التقت بفلاديمير لينين وغيره من البلاشفة الذين يعيشون في منفىً أجنبي. أصبحت آرماند في عام 1911 سكرتيرة لهيئة المنظمات الأجنبية التي تأسست لتنسيق جميع المجموعات البلشفية في أوروبا الغربية. "

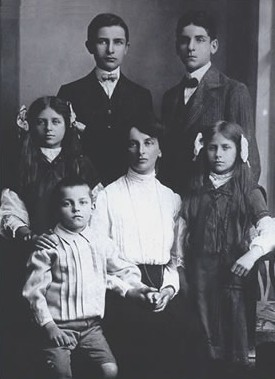
آرماند بمعية أطفالها في بروكسل, 1909

كانت عودة آرماند إلى روسيا في يوليو/تموز من عام 1912 مَهمة محفوفة بالمخاطر. كان لينين يحتاجها لاعتماد قرار مؤتمر براغ لأجل المساعدة في تنظيم الحملة البلشفية لانتخاب مناصريه إلى الدوما ومعرفة ما الذي كان يجري في برادا. أشارت الكاتبة البريطانية هيلين رابابورت أن لينين كان على علم بأن دخول آرماند إلى روسيا سيدعو إلى اعتقالها مباشرةً إلا أنه استهان بذلك. إن اهتمامه بأعمال الحزب يطغى على ما يحمله لها من مشاعر. بعد شهرين، تم اعتقالها وسجنها ولم يُخلى سبيلها إلا بكفالة في مارس/آذار عام 1913 ويعود الفضل في ذلك إلى دعم أليكساندر السخي. غادرت آرماند روسيا مرة أخرى على نحو غير قانوني للعيش في غاليسيا بمعية فلاديمير لينين ونادزدا كروبسكايا كما بدأت كذلك في التحرير في مجلة خاصة بالمرأة تدعى رابوتنيستا. لاقى انهماك آرماند في أعمال الحزب رغم ما كان يبدو عليها من إرهاق إعجاب كروبسكايا فكان لينين يكاتبها ويثق فيها أكثر من غيرها في أوساطه. اعتبرتها الاوكرانا وهي الشرطة السرية السياسية للإمبراطورية الروسية اليد اليمنى للينين. يرى المؤلف رالف كارتر إلوود  أن اعتماد لينين عليها بلغ حداً أكبر من اعتماده على تروتسكي في تحرير صحيفة «اسكرا» (الشرارة) حيث أصبحت آرماند «الهراوة» الخاصة بلينين أي كانت الشخص الذي يُرجع البلاشفة المترددين إلى أعقابهم وذلك من أجل إيصال رسائل إلى معارضيه السياسيين لتنفيذ مهام شاقة كان يفضّل لينين نفسه تجنّب تنفيذها.
كانت آرماند منزعجة من أن العديد من الاشتراكيين في أوروبا لم يختاروا الوقوف في وجه المجهود الحربي المبذول في الحرب العالمية الأولى ولذلك انضمت إلى لينين للمساعدة في توزيع دعايات من شأنها حثّ القوّات الحليفة على الانقلاب ضد ضبّاطهم وبدء ثورة اشتراكية.
عيّن لينين آرماند الممثلّة عن البلاشفة أمام مؤتمر مكتب الاشتراكية الدولي والذي عُقد في بروكسل في شهر يوليو/تموز عام 1914. أشار وولف أن لينين كان يبعثها للقاء كاوتسكي، وفندرفلد، وهيوسمنس، ولوكسمبورج، وبليخانوف، وتروتسكي، ومارتوف، وخوض معارك كثيرة معهم وكان يعول على قدرتها على إتقان جميع اللغات المتحدّث بها في المؤتمر، وعلى ولائها الصادق اتجاهه واتجاه آرائه، وعلى صمودها تحت أي الهجوم.
كتب لها:
 «أنا مقتنع بأنكِ واحدة من أولئك الذين إذا ما تُركوا بمفردهم أمام تولّي منصب يتطلب تحمل مسؤولية ما، فإنهم يتطوروا ويزدادوا قوة، كما يصبحوا أكثر اجتهاداً وجسارةً.. أنا أنكر ما يقوله المتشائمون بأنكِ لست سوى هراء.. محض هراء»
في شهر مارس/آذار من عام 1915، قصدت آرماند سويسرا حيث نظمت المؤتمر النسائي الاشتراكي الدولي المناهض للحرب.
تنازل إمبراطور روسيا نيقولا الثاني عن العرش في الثاني من مارس 1917 تاركاً بذلك دولته تحت سيطرة الحكومة المؤقتة في حين أصاب المنفيين من البلاشفة اليأس إزاء عدم قدرتهم على العودة إلى روسيا للمساعدة في تشكيل مستقبل الدولة. فوفر وزير الخارجية الألماني تدريباً خاصاً لآرماند وفلاديمير لينين وستة وعشرون غيرهم من الثوار للسفر إلى سانت بطرسبرغ. كان وزير الخارجية يأمل أن يساعد تأثير البلاشفة في روسيا على وضع حد للحرب في الجبهة الشرقية.
بعد ثورة أكتوبر، اتجّهت آرماند إلى مجلس موسكو الاقتصادي حيث عملت بصفتها عضوة تنفيذية في مجلس موسكو السوفيتي وأصبحت ناقدة حازمة حيال قرار الحكومة السوفيتية الذي ينص على توقيع معاهدة برست ليتوفسك للسلام. وفي طريق عودتها إلى سانت بطرسبرغ أصبحت مديرة منظمة زيندوتدل وهي منظمة تكافح من أجل المساواة بين المرأة والرجل في الحزب الشيوعي ونقابات العمال السوفيتية وذات سلطة في نص قرارات تشريعية. وظلت المنظمة سارية إلى عام 1930. كما قامت بإصلاحات لإعطاء النساء الحق في الطلاق والإجهاض والمشاركة في الشؤون الحكومية وإنشاء مرافق مثل مقاصف عامة ومراكز رعاية الأمومة. نجحت آرماند في عام 1918وبمساعدة سفيردلوف ضد معارضة من زينوفايف وراديك في عقد مؤتمر وطني للنساء العاملات حيث اتّخذت لينين كمتحدث باسمها.
وفقاً لإلوود، فإن سبب موافقة قيادة الحزب على دعم انفعال آرماند بخصوص المرافق العمومية هو أن الحرب الأهلية كانت تقتضي تجنيد النساء للعمل في المصانع وغيرها من المهام في الجيش الأحمر (جيش العمال والفلاحين) والذي أدى بدوره إلى تسريح النساء من القيام بالواجبات التقليدية. كما ترأّست آرماند أول مؤتمر دولي للنساء الاشتراكيات في عام 1920.
شهد ربيع 1920 تأسيس مجلة كومونستكا التي تناولت على نطاق واسع مواضيع متعلقة بتحرير المرأة وتغيير طبيعة العلاقة بين الجنسين هذا إن نُفّذ التغيير على نحو دائم. تم ذلك -مرة أخرى- بمبادرة من آرماند إلا أن العدد الخامس من المجلة انطوى على خبر نعي مؤسسها.

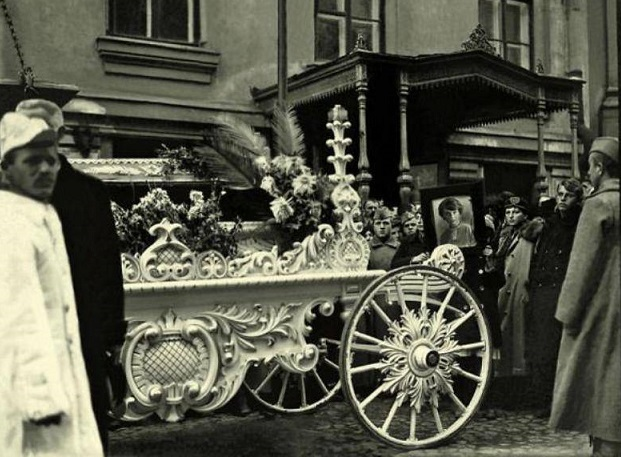
جنازة إينيسا في موسكو

حثّ لينين آرماند على الذهاب إلى القوقاز التي تقع عند حدود أوروبا وآسيا لقضاء عطلة إذ أدرك أن العمل فوق طاقتها قد أضناها إلا أنه لم يكن يعلم أن تلك المنطقة موبوءة علاوة على أن الجيش الأحمر لم يُحل فيها السلام. فكان يتحتّم إخلاؤها ومرضى غيرها من المنطقة. جازفت آرماند في مساء 21 من سبتمبر/أيلول في الالتقاء بلجنة نالتشيك التنفيذية وذلك على الأرجح للحصول على مسكن لمجموعتها وللحد من تفشّي مرض الكوليرا.
توفّت في ساعات الصباح الأولى من 24 من سبتمبر عن عمر 46 وتم دفنها في مقبرة جدار الكرملين في موسكو. نُظّمت جنازة رسمية عُدّت شرفاً شديد الندرة لا تناله النساء عادةً. وصدح في الجنازة غناء جماعي لنشيد الأممية الذي كُتب تخليداً لذكرى كومونة باريس الاشتراكية. تم دفنها في الميدان الأحمر فأصبحت بذلك أول امرأة تنال هذا الشرف.
عُيّن ستالين في تدمير إرثها وفي ثلاثينيات القرن الماضي نُسيت جهودها كما ألغيت في عام 1930 وزارة شؤون المرأة (زيتنودل) التابعة للحزب الشيوعي في روسيا والتي أسستها آرماند بمعية ألكساندرا كولونتاي.
صُوّرت شخصية آرماند في أفلام عدّة: فلم لينين في باريس (بالإنجليزية: Lenin in Paris) الذي أنتج عام 1981 وأدت دور آرماند كلود جين، وفلم لينين: القطار (بالإنجليزية: Lenin: The Train) أنتج عام 1988 ولعبت دومنيك ساندا الدور، وأيضاً فلم (All My Lenins) الذي أنتج عام 1997 وأدت الدور جاين سيفشنكو. كما صُورت كشخصية رئيسية في كتاب الخيال سبعة أيام إلى بتروغراد (بالإنجليزية: Seven Days to Petrograd) من تأليف توم هايمن ونشرت دار بنجوين البريطانية للنشر الكتاب عام 1988.

## علاقتها العاطفية بلينين
بدأت آرماند علاقة غرامية مع لينين واستمرت من عام 1911 حتى 1917 على الأقل. ومن الجدير بالذكر أن ناديجدا كروبسكايا زوجة لينين قبلت هذه العلاقة بل وكانت تبدي تقديراً لشخص آرماند. كتبت كروسكايا عنها:
غمرتنا سعادة شديدة عند وصول آرماند. وأصبحنا قريبين منها في خريف 1913 حيث أثار وجودها الكثير من الفرح والحماس. تعرّفنا عليها في باريس حيث كانت هناك مستعمرة كبيرة من المهاجرين والمغتربين. وفي كراكوف إحدى أقدم وأكبر مدن بولندا، عاشت آرماند محاطة عن كثب بمجموعة من الرفاق الشيوعيين. استأجرت غرفة مع عائلة ما في نفس المسكن الذي يعيش فيه الثوري والسياسي الروسي البارز كامنف. أصبحت تربط والدتي علاقة وثيقة بإنيسا التي كثيراً ما كانت تذهب للحديث والجلوس والتدخين برفقتها. غدت الحياة منذ قدومها أكثر راحةً وهناءً كما كانت تعجّ بالاهتمام بالحفلات وشؤونها حيث كانت حياتنا أقرب لحياة الطلاب منها من العائلة. كنّا حقاً سعداء بوجودها.. كانت ثمّة شيء دافئ يشعّ من حديثها.
أشارت كروبسكايا في (في ذكرى إنيسا آرماند) أن ما وحّد لينين وإنيسا معاً هو حبهما المشترك للرواية الخيالية (ما الذي ينبغي عمله):
تأثرت إينيسا بالشيوعية وذلك من خلال الصورة التي رسمها الكتاب لحقوق المرأة وحريتها. قطعت علاقتها برجل لتعيش مع آخر كما فعلت بطلة الرواية فشغلت نفسها بالأعمال الجيدة التي من شأنها أن تعوّض النساء الفقيرات والغانيات، وحاولت أن تعالج المشاكل الناتجة عن المكانة الذليلة التي فرضها المجتمع على المرأة. فتأثرت بالفعل أجيال كاملة من المتطرفين الروسيين برائعة كمشفسكي الخيالية، الأمر الذي جعلهم يقلدوا ما آل إليه الكتاب حول «الرجال والنساء الاستثنائيون». مثلما استطاع الفيلسوف الألماني كارل ماركس أن يكون السَلَف الروحي لأناس مختلفين كبرنستاين، وكاوتسكي، وبيبل، ولوكسمبورغ فإن كمشفسكي استطاع أيضاً أن يؤثر في كل من تسيرتلي الذي كان قائد حزب العمال الديمقراطي الاشتراكي ولينين الذي كان السبب وراء تعرّض حزب العمال بعد تأسيسه لهزات داخلية مما أدى إلى تغيير مسمى الحزب إلى الحزب الشيوعي السوفيتي عام 1917. إذا وجدت إينيسا في الرواية ما مثّلها في حقوق المرأة وحرية الحب، ووجد لينين نماذجه عن الصدارة فإن تسيرتلي قد وجد في الرواية المثال الذي يحتذي به في خدمة الشعب.
ذكرت الشيوعية والناشطة الديمقراطية أنجليكا بالابانوف حول العلاقة بين آرماند ولينين:
لقد عشقها لينين. ولم تكن علاقتهما غير أخلاقية إذ أبدى لينين لزوجته كروبسكايا ما يضمره لآرماند من شعور. كان مولعاً بالموسيقى وهذا ما لم يكن بمقدور كروبسكايا منحه إياه وكانت إينيسا -على نقيضها- تعزف جيداً خصوصاً معزوفة بيتهوفن التي كانت تستهويه بالإضافة إلى مقطوعات أخرى. أرسلها لينين إلى مؤتمر مجموعة زيمروالد للشباب، وتحتّم علينا قبولها بسبب حصولها على ورقة اعتماد من الحزب البلشفي رغم أنها كانت كبيرة على ذلك. لم يكن يجرؤ أن يحضر بنفسه ويجلس في مقهى صغير مجاور في الأسفل لشرب الشاي لتوافيه إينيسا بالتقارير وليعطها هو من جهته التعليمات. ذهبت لارتشاف الشاي ووجدته هناك فسألته: «هل أتيت لارتشاف الشاي أم لتسوية الوضع؟» (بالروسية: na chai, or na rezoliutsii) فطفق يضحك عن دراية بما أعنيه لكنه لم يُجب. ناضلت إينيسا بشدة إلا أن التسوية التي أعدّها لها قد ألغيت. توسّل إليّ عقب وفاة إينيسا أن ألقي خطاباً في جنازتها إذ دمّره هذا الحدث تماماً.
أشار الناشط الأسترالي بوب جولد إلى أنه كان من المحتمل أن لدى لينين وآرماند منظوراً مبهماً بشأن استئناف الجانب الجسدي من علاقتهما في وقت مناسب ما في المستقبل كما هو الحال مع عامة الناس في حالات كهذه. اُستشفَ ذلك من خلال آخر ما كتبته آرماند في مذكراتها اليومية، ومن الدمار التام الذي ألمّ بلينين عقب وفاتها. سمة أخرى من سمات آرماند هي أنه خلافاً على علاقتها العاطفية القوية بلينين إلا أنها كانت قادرة على أن تختلف معه سياسياً فيما يتعلق بالمبادئ. لقد كانت مشتركة نشيطة في مقاومة العمال وهو حزب فرعي من حزب روسيا الشيوعي على الرغم من أن مشاركتها كانت تنطوي على حدوث تصادم سياسي بالغ مع لينين.
ووفقاً لإلوود، فإنه ما إن أثبت الباحث والشيوعي الأمريكي السابق بترام وولف عام 1963 صحة وجود العلاقة الغرامية القائمة بين آرماند ولينين، حتى شرعت الدراسات الغربية في التركيز على هذه العلاقة لدرجة أن ما حققته آرماند كامرأة ثوريّة ونسوية من إنجارات أصبح محجوباً. فحاول إلوود أن يلفت الانتباه إلى عملها كمروّجة خفيّة بادئ الأمر وكمنظِّمة بلشفية في عمليات النزوح بعدها، وأخيراً كمناصرة لحقوق النساء في مكان عملها وفي المجتمع ككل.

## للإستزادة
- Elwood, Ralph Carter. Vserossiiskaya Konferentsiya Ros. Sots. -Dem. Rab. Partii 1912 Goda: All-Russian Conference of the Russian Social-Democratic Labour Party 1912. Together With Izveschenie O Konferentsii Organizatsii RSDRP. Publications of the Study Group on the Russian Revolution 4. Millwood, NY: Kraus International Publications, 1982.
- Elwood, Ralph Carter. Inessa Armand: Revolutionary and Feminist. Cambridge and New York: Cambridge University Press, 1992.
- Pearson, Michael. The Sealed Train. New York: Putnam, 1975.
- Pearson, Michael. Lenin's Mistress: The Life of Inessa Armand. New York: Random House, 2002.
- Wolfe, Bertram D. "Lenin and Inessa Armand," Slavic Review, vol. 22, no. 1 (March 1963), pp. 96–114. In JSTOR.
- McNeal, Robert H. Bride of the Revolution: Krupskaya and Lenin, London: Victor Golancz, 1073
- Elwood, Carter. “Lenin and Armand: New Evidence on an Old Affair,” Canadian Slavonic Papers, Vol. 43, No. 1 (MARCH 2001): 49-65
- Elwood, Ralph Carter “Lenin's Correspondence with Inessa Armand,” The Slavonic and East European Review, Vol. 65, No. 2 (Apr., 1987): 218-235
- Clements, Barbara Evan, Bolshevik Women, New York: Cambridge University Press, 1997.
- Lazitch, Branko and Milorad Drachkovitch, “Inessa Armand” in Biographical Dictionary of the Comintern, Palo Alto: Hoover Institution Press, 1986